# L'Enfant maudit
L'Enfant maudit (em português O filho maldito) é um romance histórico de Honoré de Balzac publicado em 1837. Integra os Estudos filosóficos da Comédia Humana. "O Filho Maldito representa a transição do medievo para a modernidade e ilustra por meio das problemáticas familiares os conflitos entre o antigo modelo social e o novo: nobreza X burguesia."

## Histórico
L'Enfant maudit foi publicado primeiro em estado fragmentário na Revue des deux Mondes em 1831. Um segundo fragmento apareceu em La Chronique de Paris em 1836. A primeira edição completa, corrigida e ampliada, aparece em julho de 1837 na edição dos Estudos filosóficos da Comédia Humana de Delloye e Lecou. Depois disso o texto só sofreu pequenas variações nas reedições.
O romance divide-se em duas partes intituladas Como viveu a mãe e Como morreu o filho. 

## Resumo
Em 1591, na França, no tempo das guerras religiosas entre católicos e huguenotes, a doce Jeanne de Saint-Savin (Joana na edição em português organizada por Paulo Rónai), que amava um primo huguenote, precisou, para salvar seu amado e a família dele, desposar o velho e cruel conde de Hérouville, um realista da Normandia, na época sob as ordens do rei Henrique IV. Após seu casamento, Jeanne dá à luz um filho prematuro, que o conde bane do castelo, persuadido de que é ilegítimo. Étienne (Estêvão em português), esse "filho maldito", cresce numa casa de pescadores à beira-mar anexa ao castelo. 
Anos mais tarde, as mortes súbitas da jovem condessa e depois de seu segundo filho, único herdeiro do domínio, lembram ao velho que a perpetuação da família agora depende do filho que ele havia rejeitado. Enquanto o conde precisa se afastar em uma missão, Étienne, isolado em sua ermida, é confiado a um médico que tem a missão de preparar o jovem para assumir os encargos e obrigações ligados a seu título de nobreza. Mas o jovem não tarda a se apaixonar por Gabrielle (Gabriela), a filha do médico. Quando o conde fica sabendo desse idílio recíproco, volta precipitadamente, acompanhado da condessa de Grandlieu e de sua filha. Ele ordena a Étienne que se case com esta última. O jovem, desafiando a cólera do conde, chama Gabrielle ao seu lado para reafirmar seu amor. O velho ergue uma lâmina sobre ela; o coração de Étienne cede dominado pelo terror, e sua amada cai morta junto com ele. O conde se oferece então para desposar a Srta. de Grandlieu.

## Opiniões sobre a obra
Segundo Marcel Barrière, “uma das obras mais romanescas de Balzac, onde só há lugar para o ideal e as coisas do sentimento; um estudo de uma delicadeza refinada onde domina a expressão da dor dos mártires, junto com a de suas alegrias celestes [...] Balzac prodigalizou os tesouros mais ricos de sua sensibilidade e de seu gênio místico, que parece tomar emprestados de Platão”. Mas Paulo Rónai, embora cite esta opinião de Barrière na sua Introdução a O Filho Maldito no volume XVI de A Comédia Humana organizada por ele, discorda, achando este texto uma "'melodramática história', em nada superior a inúmeras produções do baixo romantismo, sem nenhuma força convincente."